# Нидленлох

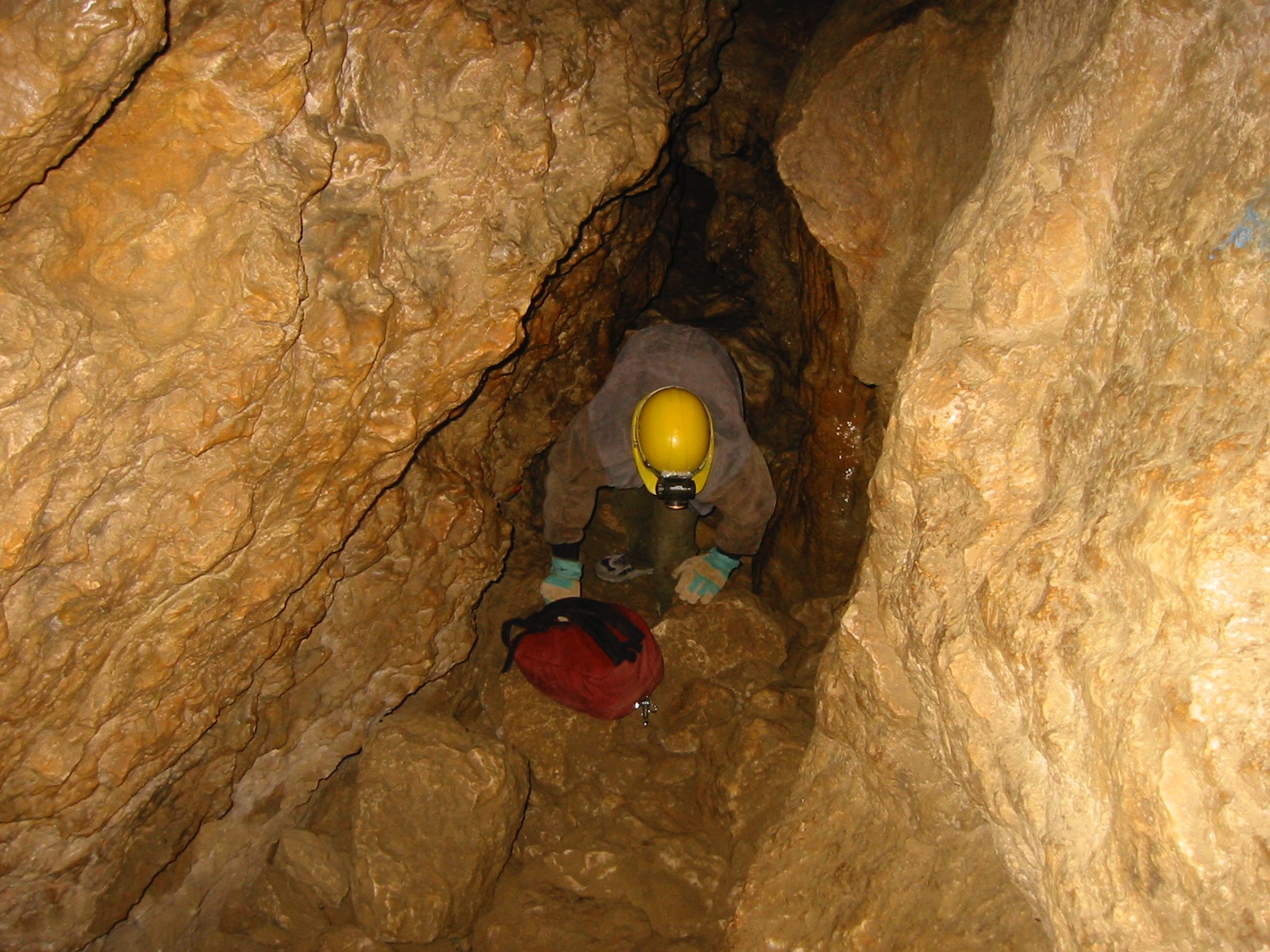
Основной ход пещеры (Hauptgang).

Нидленло́х (нем. Nidlenloch) — пещера в известняковом массиве горы Вессенштайн, кантон Золотурн, Швейцарская Юра. Пещера представляет собой реликтовую неактивную систему глубиной 418 м и суммарной протяжённостью ходов 7.5 км. Является глубочайшей пещерой Швейцарской Юры. Впервые пещера упоминается в 1828 году. К 1909 году, в результате 60 исследовательских экспедиций под руководством Франца Хельда, глубина пещеры достигла 396 метров и пещера стала на тот момент глубочайшей в мире.
В настоящее время пещера не оборудована для экскурсий, но доступна для посещения спортивными туристами.